# UFC Fight Night: Anderson vs. Błachowicz 2
UFC Fight Night: Anderson vs. Błachowicz 2（ユーエフシー・ファイトナイト：アンダーソン・バーサス・ブラホヴィッチ、別名UFC Fight Night 167、UFC on ESPN+ 25）は、アメリカ合衆国の総合格闘技団体「UFC」の大会の一つ。2020年2月15日、ニューメキシコ州リオランチョのサンタアナ・スター・センターで開催された。

## 大会概要
本大会ではコーリー・アンダーソンとヤン・ブラホヴィッチによるライトヘビー級戦が組まれた。

## 試合結果

### プレリミナリーカード
第1試合 フライ級 5分3R
○  ハウリアン・パイバ vs.  マーク・デ・ラ・ロサ ×
2R 4:42 KO（右ストレート）
第2試合 女子バンタム級 5分3R
○  メイシー・チアソン vs.   シャナ・ヤング ×
3R終了 判定3-0（30-26、30-26、30-26）
第3試合 バンタム級 5分3R
○  メラブ・ドバリシビリ vs.  ケイシー・ケニー ×
3R終了 判定3-0（30-27、30-25、29-28）
第4試合 ライトヘビー級 5分3R
○  デビン・クラーク vs.  デクアン・タウンゼント ×
3R終了 判定3-0（30-27、30-26、30-26）
第5試合 ライト級 5分3R
○  スコット・ホルツマン vs.  ジム・ミラー ×
3R終了 判定3-0（30-27、29-28、29-28）
第6試合 バンタム級 5分3R
○  ジョン・ドッドソン vs.  ナサニエル・ウッド ×
3R 0:16 TKO（左フック→パウンド）
第7試合 ウェルター級 5分3R
○  ダニエル・ロドリゲス vs.  ティム・ミーンズ ×
2R 3:37 ギロチンチョーク

### メインカード
第8試合 ライト級 5分3R
○  ランド・バンナータ vs.  ヤンシー・メデイロス ×
3R終了 判定3-0（30-27、30-27、30-27）
第9試合 58.1kg契約 5分3R
○  レイ・ボーグ vs.  ホジェリオ・ボントリン ×
3R終了 判定3-0（30-27、30-27、30-25）
※ボーグの体重超過によりフライ級から変更。
第10試合 ライト級 5分3R
○  ブロク・ウィーバー vs.  カズラ・バーガス ×
1R 4:02 反則（グランド状態の膝蹴り）
第11試合 女子フライ級 5分3R
○  モンタナ・デ・ラ・ロサ vs.  マーラ・ロメロ・ボレラ ×
3R終了 判定3-0（30-27、30-27、30-27）
第12試合 ウェルター級 5分3R
○  ディエゴ・サンチェス vs.  ミシェウ・ペレイラ ×
3R 3:09 失格（グランド状態の膝蹴り）
第13試合 ライトヘビー級 5分5R
○  ヤン・ブラホヴィッチ vs.  コーリー・アンダーソン ×
1R 3:08 KO（右フック）

### 各賞
ファイト・オブ・ザ・ナイト：スコット・ホルツマン vs. ジム・ミラー
パフォーマンス・オブ・ザ・ナイト：ヤン・ブラホヴィッチ、ダニエル・ロドリゲス
各選手にはボーナスとして5万ドルが授与された。

### カード変更
負傷などによるカードの変更は以下の通り。